# Бальфур, Джон Хаттон
Джон Хаттон Бальфур (англ. John Hutton Balfour, 15 сентября 1808, Эдинбург, Шотландия — 11 февраля 1884) — шотландский ботаник-бриолог.

## Биография
Получил начальное образование в Эдинбургской высшей школе, затем обучался в Сент-Эндрюсском и Эдинбургском университетах. В 1832 году получил диплом доктора медицины. В 1834 году начал медицинскую практику в Эдинбурге. В 1836 году принимал участие в основании Ботанического общества Шотландии и одно время возглавлял его.
Ботанику преподавал с 1840 года. С 1841 г. профессор ботаники в Университете Глазго. В 1845 году возглавил кафедру ботаники Эдинбургского университета. С 1845 по 1879 гг. главный хранитель Эдинбургского ботанического сада.
Член Лондонского королевского общества. В 1881-83 гг. вице-президент Эдинбургского королевского общества (членом которого был избран ещё в 1835 году).

## Потомки
Сын Джона Хаттона Бальфура, Исаак Бальфур (1853—1922), также был ботаником; в ботанической номенклатуре названия таксонов, описанных Исааком Бальфуром, дополняются сокращением «Balf.f.».
Праправнучка Дж. Х. Бальфура — выдающаяся шотландская актриса Тильда Суинтон.

## Названы в его честь
- Болезнь Бальфура[2]
- Сосна Бальфура (Pinus balfouriana)
- Полисциас Бальфура (Polyscias balfouriana)